# Gunnar Jansson (fotbollsspelare)
Gunnar Alexius "Rom-Janne" Jansson, född 29 mars 1908 i Gävle, död 10 april 1981 i Uppsala, var en svensk fotbollsspelare (anfallare).

## Biografi
Jansson tillhörde under sin klubbkarriär Gefle IF, med vilka han spelade i Fotbollsallsvenskan 1933/1934 och 1934/1935, där han sammanlagt gjorde 36 allsvenska matcher (17 mål). Han spelade 1934 (det enda år han var uttagen till landslagsspel) sammanlagt två landskamper (0 mål) och var uttagen som reserv på hemmaplan i den svenska truppen till VM 1934. Han fick dock ingen speltid i turneringen. Efter Janssons landslagsspel skulle det dröja nära 74 år innan Gefle IF åter fick en landslagsman; detta när Johan Oremo debuterade i A-landslaget i januari 2008.